# Spoorlijn Neubeckum - Beckum
De spoorlijn Neubeckum - Beckum is een Duitse spoorlijn en is als spoorlijn 2940 onder beheer van DB Netze.

## Geschiedenis
Het traject werd door de Cöln-Mindener Eisenbahn-Gesellschaft geopend op 21 september 1879. 

## Treindiensten
De lijn wordt door de Westfälische Landes-Eisenbahn gebruikt voor goederenvervoer.

## Aansluitingen
In de volgende plaatsen is of was er een aansluiting op de volgende spoorlijnen:
Neubeckum
DB 1700, spoorlijn tussen Hannover en Hamm
DB 2941, spoorlijn tussen Neubeckum en de aansluiting Friedrichshorst
DB 2942, spoorlijn tussen Neubeckum W26 en W12
DB 2943, spoorlijn tussen Neubeckum en Münster
DB 2990, spoorlijn tussen Minden en Hamm
DB 9214, spoorlijn tussen Neubeckum en Warendorf
Beckum
DB 9212, spoorlijn tussen Lippstadt en Beckum